# Inga hispida
Inga hispida  é uma espécie vegetal da família Fabaceae. Árvore de porte pequeno de floresta úmida do Brasil.
Segundo a IUCN é encontrada entre 400 até 800 metros de altitude nos Estados brasileiros de Espírito Santo, Rio de Janeiro e Minas Gerais.
Já para o CEP (Centro de Estudos e de Pesquisas) a Inga hispida é conhecida como Ingá de linhares com altura de 7 metros até o topo da copa, com tronco cilíndrico e de 3 metros de altura e CAP de 30 cm, com diâmetro da copa de 4 metros, com casca áspera, com botão verde claro e flor branca de 4 cm de diâmetro, com exsudação de seiva incolor, e encontrada no Espírito Santo, Rio de Janeiro, Minas Gerais e na Bahia em altitudes máximas de 400 metros.
Para Schott é encontrada no Rio de Janeiro.

## Coleções
- Herbário do Jardim Botânico de Nova Iorque
número= 227770
data= 14/11/1996
coleta= Itapetinga - BA
- Herbário da Reserva Natural Vale
números= 1063; 4722; 8313; 8957; 10631; 11697
data= 1983 - 2008
coleta= Linhares e Aracruz - ES
- Herbário do CEP
número= A00223
data= 30/04/2000
coleta= Linhares - ES

## Identificadores
- Biodiversity Heritage Library NamebankID: 2865171
- Catalogue of Life Accepted Name Code: ILD-26343
- CEP ID: A00223
- Global Biodiversity Information Facility Taxonkey: 000045 GBIF45336939
- Globally Unique Identifier: urn:lsid:ipni.org:names: 8188
- GRIN Nomen Number:
- International Plant Names Index (IPNI) ID: 128540-2
- IUCN ID: 38294
- MoBot NameID:
- Zipcode Zoo Species Identifier: 430058